# Juegos de la Lusofonía de 2006
Los Juegos de la Lusofonía (2006) (portugués: Jogos da Lusofonia; chino: 第一屆葡語系運動會) se celebraron en Macao, en la República Popular China entre el 7 y el 15 de octubre de 2006. Fueron la primera edición de este evento deportivo multinacional que organiza la ACOLOP para los Países lusófonos. 
La ceremonia de apertura se llevó a cabo en el Macau Stadium y la ceremonia de cierre en el Macao East Asian Games Dome. La mascota de los juegos fue un perro llamado Leo. La pronunciación de la palabra Leo en portugués es similar a la pronunciación china (Lai Ao) que significa Ven a Macao. 
Debido a los altos costes, algunos comités olímpicos nacionales participantes recibieron apoyo financiero del Comité Olímpico Internacional y del Comité Olímpico Portugués.

## Delegaciones
Un total de 733 atletas participaron en los juegos. 
| Bandera de Angola                | 58  | X | X | X | X | X |   |   | X | X |   |   |   | X |
| Bandera de Brasil                | 74  | X |   |   | X | X | X |   | X | X |   | X |   | X |
| Bandera de Cabo Verde            | 54  | X | X | X |   | X |   |   | X | X | X |   |   | X |
| Bandera de Guinea-Bissau         | 39  | X | X | X |   |   |   |   | X | X |   |   |   | X |
| Flag of Macao, China             | 155 | X | X | X | X | X | X | X | X | X | X | X | X | X |
| Bandera de Mozambique            | 46  | X |   | X |   |   |   |   |   | X | X |   |   | X |
| Bandera de Portugal              | 140 | X | X | X | X | X | X | X | X | X | X | X | X | X |
| Bandera de Santo Tomé y Príncipe | 32  | X |   | X |   | X |   |   | X | X |   |   |   |   |
|                                  | 57  | X | X | X | X | X | X |   | X | X |   | X | X |   |
| Bandera de India                 | 42  |   |   | X |   | X | X | X | X | X |   |   |   | X |
| Bandera de Sri Lanka             | 12  | X |   |   |   |   |   |   | X | X |   |   |   |   |

 Cuando comenzaron los juegos Guinea Ecuatorial no envió a ningún atleta.

## Medallero
| cuadro de Medallas / Macao 2006 |                       |     |       |        |       |
| Posición                        | País                  | Oro | Plata | Bronce | Total |
| 1                               | Brasil                | 29  | 19    | 9      | 57    |
| 2                               | Portugal              | 12  | 18    | 21     | 51    |
| 3                               | Sri Lanka             | 3   | 2     | 1      | 6     |
| 4                               | Mozambique            | 3   | 0     | 3      | 6     |
| 5                               | Cabo Verde            | 1   | 1     | 4      | 6     |
| 6                               | Macao                 | 0   | 3     | 11     | 14    |
| 7                               | Angola                | 0   | 3     | 2      | 5     |
| 8                               | India                 | 0   | 1     | 2      | 3     |
| 9                               | Santo Tomé y Príncipe | 0   | 1     | 2      | 3     |
| 10                              | Guinea-Bisáu          | 0   | 0     | 1      | 1     |
| 11                              | Timor Oriental        | 0   | 0     | 1      | 1     |
| 12                              | Guinea Ecuatorial     | 0   | 0     | 0      | 0     |